# Bearwallow-Dammbruch
Der Bearwallow-Staudamm (oder Bear Wallow) war eine Talsperre bei Canton im Buncombe County in North Carolina, Vereinigte Staaten. Der Staudamm versagte am 22. Februar 1976, wobei es vier Tote gab.
Der 1963 gebaute Staudamm war 10 bis 11 m hoch, 152 m lang und der Stauraum hatte eine Wasseroberfläche von 1,5 Hektar. Das Einzugsgebiet war 25 Hektar groß. Es handelte sich in jeder Beziehung um eine sehr kleine Talsperre. Sie war in keiner staatlichen Talsperren-Liste erfasst und unterlag keinen Überwachungsrichtlinien. Der Zweck der Anlage war Bewässerung, Grundwasserregulierung und Freizeiterholung.
Nach schweren Regenfällen, die aber nicht unüblich waren, stieg der Wasserspiegel schnell an. Er hatte die Überlaufkante, die 70 cm unter der Dammkrone war, noch nicht erreicht, als um 02:30 Uhr in der Nacht ein 6 m breites und 6 m tiefes Stück der luftseitigen Böschung wegrutschte. Das Wasser, insgesamt ca. 37.000 Kubikmeter, schoss in einer 5 m hohen Flutwelle durch die Bresche. Die Welle erreichte in der anschließenden steilen Schlucht eine hohe Geschwindigkeit. Es entstand eine 2 m tiefe und 6 m breite Erosionsrinne, in der auch Felsbrocken mitgerissen wurden. Zweieinhalb Kilometer weiter und 330 m tiefer wurde das Gelände flacher. Dort standen etwa ein Dutzend Häuser nahe am Flusslauf, von denen zwei beschädigt wurden und eines zusammenbrach. Auch eine Straße wurde weggespült. Die Schlammablagerungen waren bis zu 3 m hoch.
Vier Tote, alle aus einer Familie, waren zu beklagen, aber ihr Hund überlebte.